# Niepowodzenia szkolne
Niepowodzenia szkolne, niepowodzenia w nauce – rozbieżności pomiędzy wiadomościami, umiejętnościami i nawykami faktycznie opanowanymi przez uczniów, a materiałem, jaki powinni opanować według założeń programowych w zakresie poszczególnych przedmiotów.
Powodzenie uczniów w pracy szkolnej zależy od działalności nauczyciela (metod, środków i form nauczania) oraz możliwości ucznia (stanu jego zdrowia, poziomu rozwoju umysłowego). Na wyniki pracy szkolnej wpływają też warunki społeczne, w jakich praca przebiega. Jeżeli te czynniki występują w układach niekorzystnych, praca szkoły nie daje oczekiwanych rezultatów i prowadzi do sytuacji, w których uczniowie osiągają wyniki o wiele gorsze od oczekiwań, zjawisko to nazywamy niepowodzeniem szkolnym.
Niepowodzenia szkolne mogą występować w różnych zakresach działalności i wymagań szkoły. W zakresie nauczania uczenia się nazywamy je niepowodzeniami dydaktycznymi, zaś niepowodzenia w zakresie kształtowania postaw cech charakteru określamy niepowodzeniami wychowawczymi.
Niepowodzenia w pracy dydaktycznej mogą mieć charakter ukryty bądź jawny:
- Niepowodzenia ukryte występują, gdy nauczyciel nie dostrzega mniejszych lub większych braków w wiadomościach i umiejętnościach uczniów, mimo że braki tego rodzaju istnieją. Ukryte niepowodzenia powodują trudności i zahamowania w nauce.
- Niepowodzenia jawne powstają zazwyczaj z niepowodzeń ukrytych. Występują one wówczas, gdy nauczyciel stwierdza określone braki w opanowaniu przez ucznia materiale i w rezultacie ocenia jego wyniki pracy jako niezadowalające.
- Niepowodzenia ukrywane występują, gdy nauczyciel ukrywa braki w wiadomościach i umiejętnościach uczniów przed dyrekcją szkoły, władzami oświatowymi, instytucjami kontrolującymi poziom nauczania, rodzicami uczniów, a nawet przed samym uczniami w obawie przed negatywną oceną swojej pracy i grożącymi mu konsekwencjami (zamknięcie drogi awansu zawodowego, utrata pracy czy prawa do wykonywania zawodu nauczyciela).

Jan Konopnicki traktuje niepowodzenia szkolne jako proces, w którym wyróżnia się cztery fazy:
- w pierwszej fazie ujawniają się braki w wiadomościach głównie w języku ojczystym i matematyce;
- w drugiej fazie braki są już tak duże, że uczeń nie może nadążyć za innymi i korzysta z nielegalnej pomocy;
- w trzeciej fazie pojawiają się oceny niedostateczne, świadczące o tym, że nauczyciel dostrzegł poważne braki w wiadomościach i umiejętnościach ucznia;
- faza czwarta to drugoroczność, a więc powtarzanie klasy.